# Râul Dolița
Râul Dolița este un curs de apă, afluent al râului Neamț (Ozana). 